# Südost-Dinka
Südost-Dinka, auch Bor oder Ost-Dinka genannt, ist eine nilotische Sprache und wird von 250.000 Menschen gesprochen, die im Südsudan und im Süden Sudans leben.
Südwest-Dinka ist nirgendwo Amtssprache.
Das Volk, das diese Sprache spricht, wird Dinka genannt.